# Đảo Colville
Đảo Colville là một hòn đảo thuộc quần đảo San Juan, tiểu bang Washington, Hoa Kỳ. Đảo nằm gần mũi Colville, thuộc phía đông đảo Lopez. Hòn đảo được đặt tên theo Andrew Colville, thống đốc của Công ty Vịnh Hudson, 1852-1856.